# رونالد كلين
رونالد كلين (بالإنجليزية: Ronald Clyne)‏ هو مصمم جرافيك وفنان أمريكي، ولد في 28 ديسمبر 1925 في شيكاغو في الولايات المتحدة، وتوفي في 2006.

## وصلات خارجية
- رونالد كلين على موقع ميوزك برينز (الإنجليزية)
- رونالد كلين على موقع ديسكوغز (الإنجليزية)